# Chirostoma patzcuaro
Chirostoma patzcuaro är en fiskart som beskrevs av Meek 1902. Chirostoma patzcuaro ingår i släktet Chirostoma och familjen Atherinopsidae. Inga underarter finns listade i Catalogue of Life.